# Rudno (powiat chełmski)
Rudno – wieś w Polsce położona w województwie lubelskim, w powiecie chełmskim, w gminie Żmudź. Leży przy drodze wojewódzkiej nr 844.
W latach 1975–1998 miejscowość należała administracyjnie do województwa chełmskiego. 
Wieś jest sołectwem w gminie Żmudź. Według Narodowego Spisu Powszechnego z roku 2011 wieś liczyła 98 mieszkańców i była dwunastą co do liczby ludności miejscowością gminy.
Wierni Kościoła rzymskokatolickiego należą do parafii Podwyższenia Krzyża Świętego w Żmudzi.

## Części wsi
| SIMC    | Nazwa    | Rodzaj    |
| ------- | -------- | --------- |
| 0111372 | Góra     | część wsi |
| 0111389 | Podlesie | część wsi |

## Historia
W wieku XIX Rudno stanowiło attynencję do dóbr Klesztów, około 1870 istniała we wsi gorzelnia.